# Ruttya speciosa
Ruttya speciosa là một loài thực vật có hoa trong họ Ô rô. Loài này được (Hochst.) Engl. miêu tả khoa học đầu tiên năm 1892.